# L'Amérique, champion du droit
Pour plus de détails, voir Fiche technique et Distribution.
L'Amérique, champion du droit (The Velvet Paw) est un film muet américain réalisé par Maurice Tourneur, sorti en 1916.

## Synopsis
Dexter se rend avec sa femme Mary à Washington dans le but de promouvoir une de ses inventions qui pourrait intéresser la Navy. Mais ils ont affaire à des hommes d'influence peu scrupuleux et il refuse de jouer le jeu. Finalement, désespéré, il se suicide.
Mary Dexter est alors soutenue par le sénateur Barring, qui, sous prétexte de venger Dexter, utilise Mary pour faire du lobbying à son profit. Sa première victime est Drake, un membre du Congrès, qui ruine sa carrière lorsqu'il vote de la façon qu'elle lui a demandé, juste pour lui faire plaisir. Puis elle cherche à convaincre Robert Moorehead d'être absent lors du vote d'une loi sur le travail des enfants, à laquelle Barring est opposé. Mais Mary réalise qu'elle est tombée amoureuse de Robert, et l'implore de retourner au Congrès pour défendre la loi et le texte est voté. Drake, qui veut se venger, tire sur Mary, puis meurt en tombant d'un balcon de la Chambre des Représentants. La blessure de Mary est légère et elle peut célébrer avec Robert le passage de la loi. 

## Fiche technique
- Titre : L'Amérique, champion du droit
- Titre original : The Velvet Paw
- Réalisation : Maurice Tourneur
- Assistant : Clarence Brown
- Scénario : Gardner Hunting et Paul West
- Direction artistique : Ben Carré
- Photographie : John van den Broek
- Montage : Clarence Brown
- Production : William A. Brady
- Société de production : Paragon Films
- Société de distribution : World Film Corporation
- Pays d'origine :  États-Unis
- Langue originale : anglais
- Format : noir et blanc — 35 mm — 1,37:1 — Muet
- Genre : drame
- Durée : 50 minutes (5 bobines)
- Date de sortie :
  - États-Unis : 11 septembre 1916

## Distribution
- House Peters : Robert Moorehead
- Gail Kane : Mary Dexter
- Ned Burton : Sénateur Barring
- Frank Goldsmith : Drake
- Charles Mackay
- Charles Edwards
- Alex Shannon